# Camfè
El camfè o camfé és un monoterpè bicíclic. És un component minoritari d'alguns olis essencials, com la trementina, l'oli de flor de taronger. S'obté industrialment per isomerització catalítica de l'alfa-pinè. És un dels monoterpens més generalitzats. Pel que fa als altres terpens, és insoluble en aigua, inflamable, incolor i té una olor picant. És un component minoritari d'alguns olis essencials, com la trementina, l'oli de flor de taronger, oli de xiprer, oli de càmfora, oli de citronel·la, neroli, oli de gingebre, valeriana i mango. S'obté industrialment per isomerització catalítica de l'alfa-pinè. El canfene s'utilitza en la preparació de fragàncies i com a additiu alimentari per aromatitzar.
El canfene es biosintetitza a partir de geranil pirofosfat.